# Slovenská Ľupča
Slovenská Ľupča (bis 1927 slowakisch auch „Zvolenská Ľupča“; deutsch Slowakisch Liptsch oder älter Böhmisch-Luptsch, ungarisch Zólyomlipcse – bis 1882 auch Tótlipcse) ist eine Gemeinde in der Mittelslowakei. Sie liegt im Grantal am Fuße der Niederen Tatra und der Poľana etwa 12 km von Banská Bystrica entfernt.
Der Ort wurde 1250 erstmals schriftlich erwähnt. 1944 wurde das Dorf Ľupčianska Ulica eingemeindet.

## Bevölkerung
| Jahr                | 1994 | 2004    | 2014    | 2024    |
| ------------------- | ---- | ------- | ------- | ------- |
| Anzahl der Personen | 2895 | 3130    | 3235    | 3261    |
| Unterschied         |      | +8,11 % | +3,35 % | +0,80 % |

| Jahr                | 2023 | 2024 |
| ------------------- | ---- | ---- |
| Anzahl der Personen | 3261 | 3261 |
| Unterschied         |      | +0 % |

## Sehenswürdigkeiten
- gotische römisch-katholische Kirche der Hl. Dreifaltigkeit
- die Burg Liptsch aus dem 13. Jahrhundert

## Söhne und Töchter der Gemeinde
- Tibor Andrašovan (1917–2001), Komponist und Dirigent
- Emil Belluš (1899–1979), Architekt
- Samuel Czambel (1856–1909), Linguist und Übersetzer
- Bohuslav Cambel (1919–2006), Geologe und Hochschullehrer

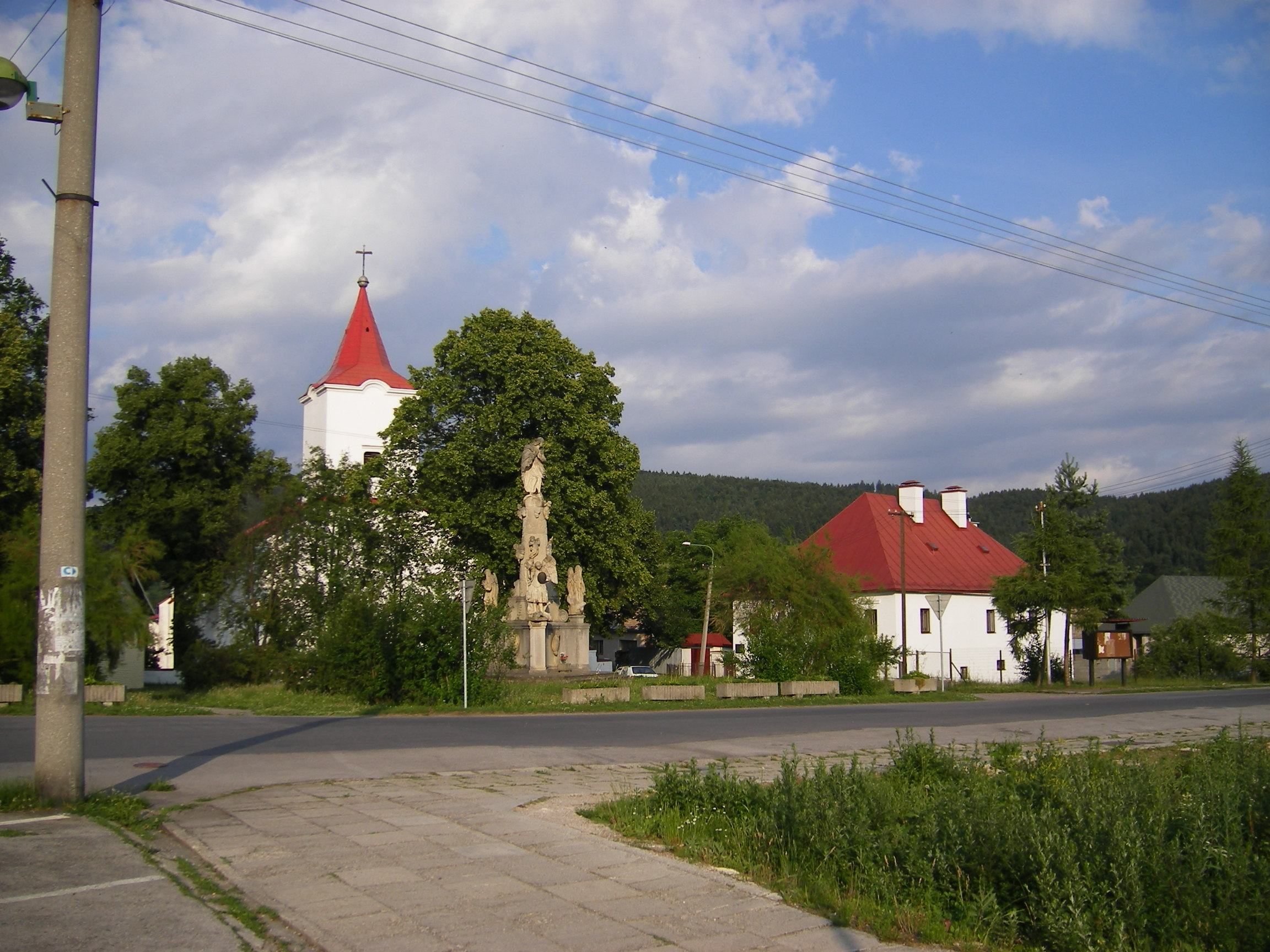
Blick auf die Kirche im Ort
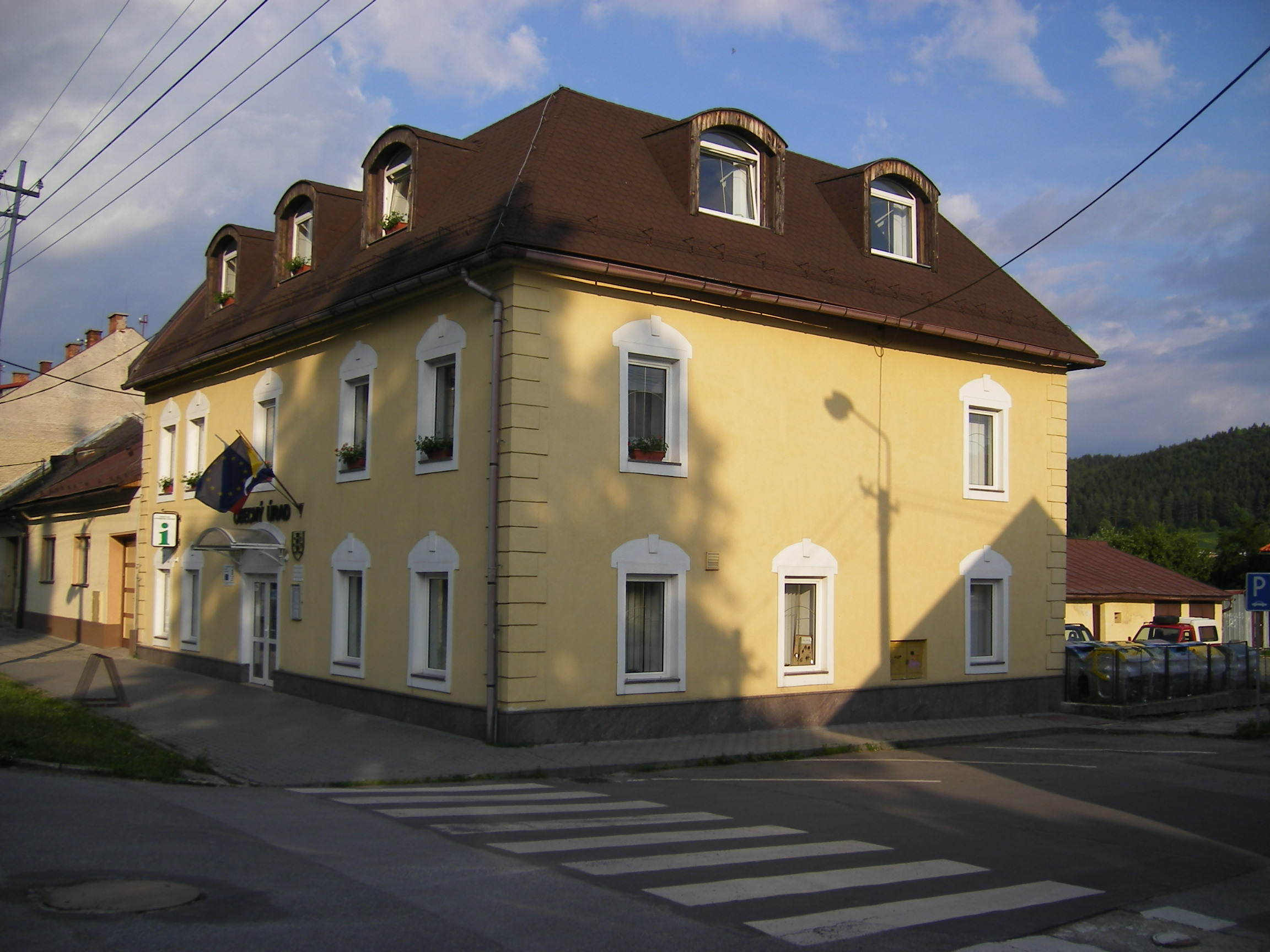
Gemeindeamt in Slovenská Ľupča
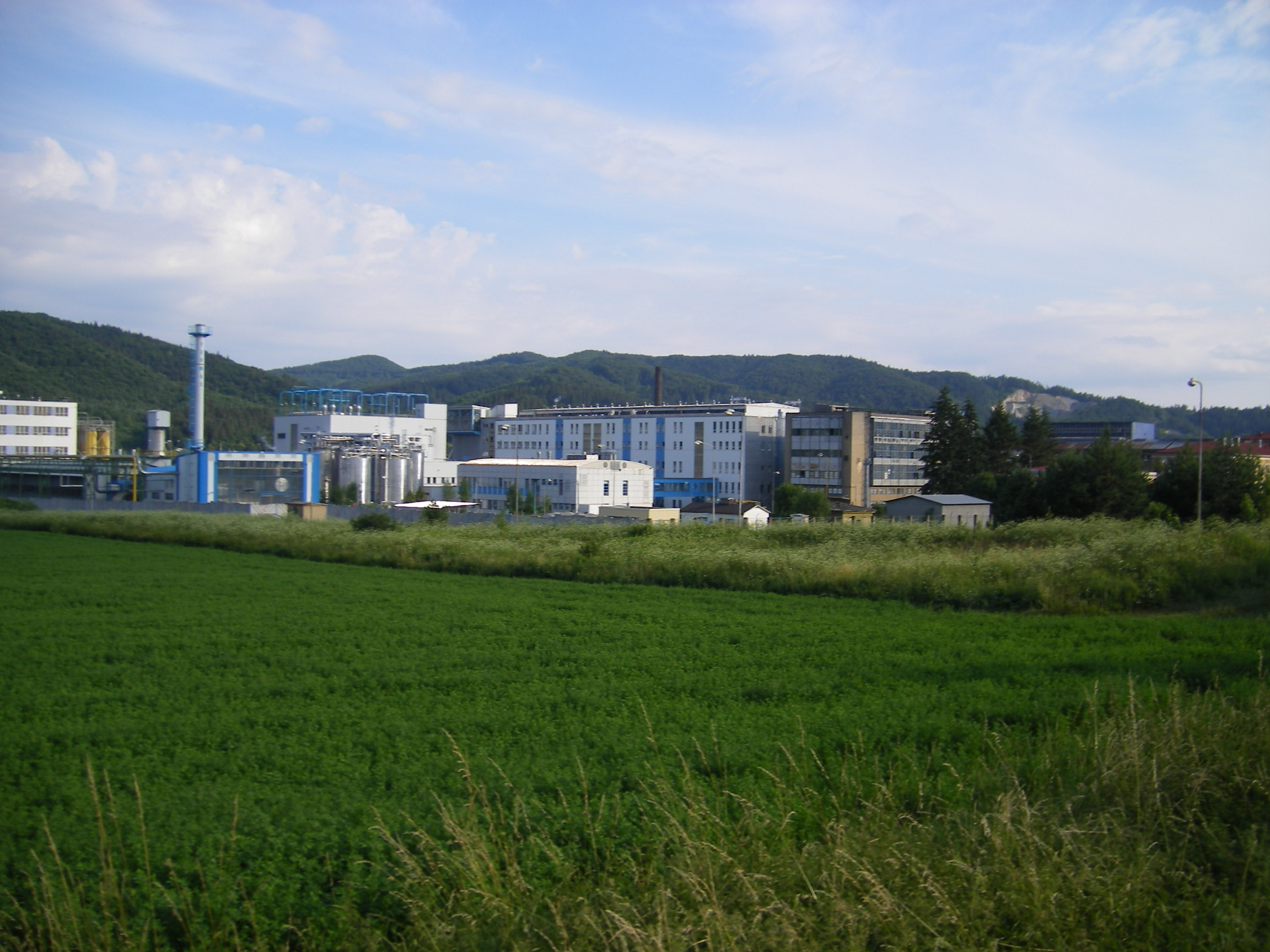
Die Fabrikanlagen der Evonik Fermas, s.r.o und Biotika in der Nähe des Ortes
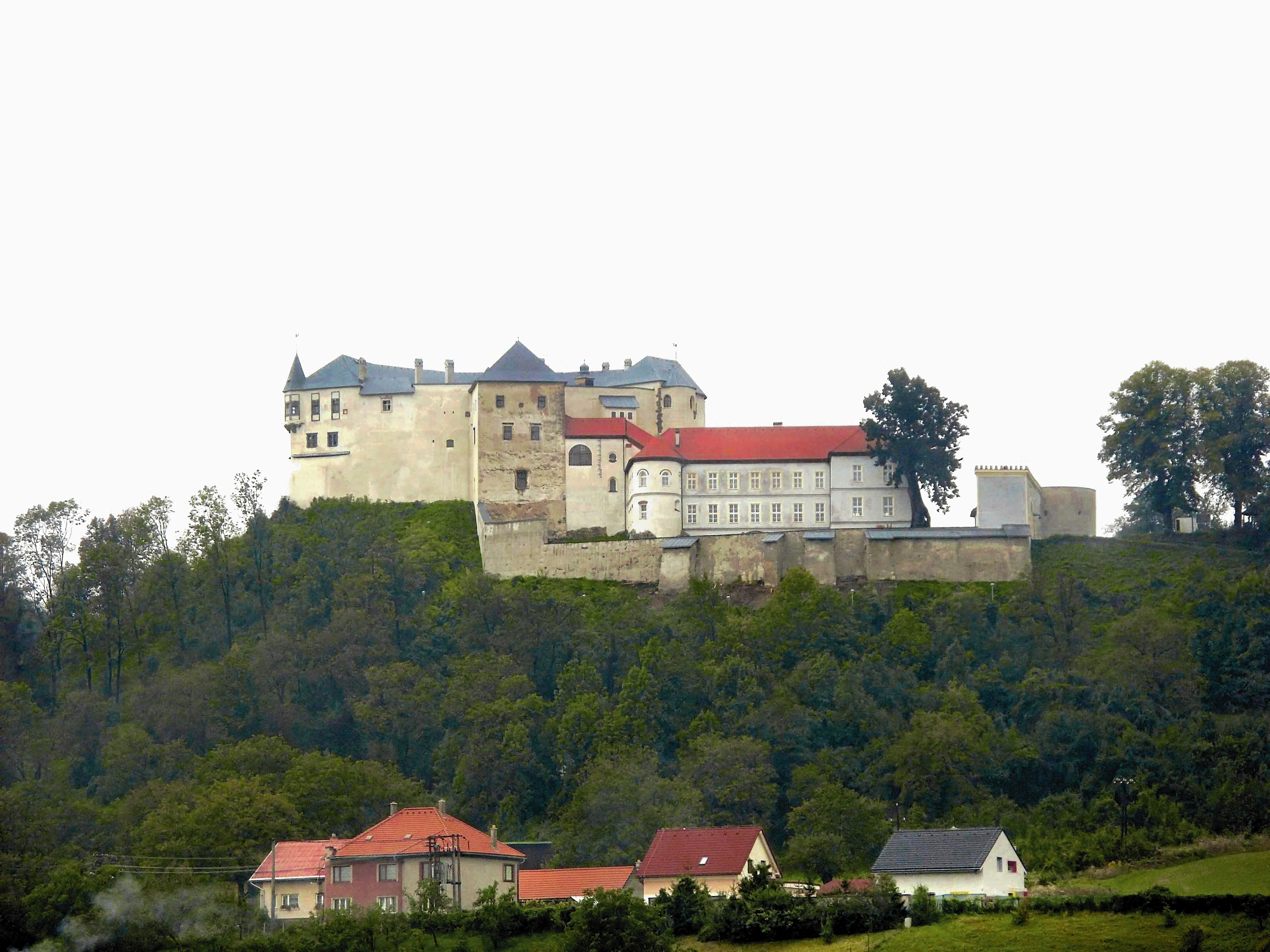
Burg Liptsch